# Аксу-Аюлинский сельский округ
Аксу-Аюлинский сельский округ — административно-территориальное образование в Шетском районе Карагандинской области.
По состоянию на 1989 год существовал Тюльклинський сельский совет (сёла Аксу, Аксу-Аюлы, Актобе, Енбекшил, Кайракты).
Население — 5170 человек (2009 год; 5479 в 1999 году).

## Состав
В состав округа входят такие населенные пункты:
| Населенный пункт | Население, человек (1989) | Население, человек (1999) | Население, человек (2009) |
| ---------------- | ------------------------- | ------------------------- | ------------------------- |
| Аксу, село       | 326                       | 248                       | 108                       |
| Аксу-Аюлы, село  | 4602                      | 4586                      | 4522                      |
| Актобе, село     | 261                       | 226                       | 157                       |
| Енбекшил, село   | 312                       | 263                       | 177                       |
| Кайракты, село   | 221                       | 220                       | 142                       |

### Зимовки
- с. Аксу-Аюлы
  1. зимовка Аршалы
  2. зимовка Былкылдак
  3. зимовка Жылыказ
  4. зимовка Сарыозек
- с. Аксу
- с. Актобе
  1. зимовка Тасбаз
- с. Енбекшил
  1. зимовка Кабанбай
  2. зимовка Караозек
  3. зимовка Орыс олген[3]

## Памятники истории и культуры
- Могильник Аксу-Аюлы, эпоха бронзы, в 2,5 км к СВ от села Аксу-Аюлы, сельский округ Аксу-Аюлинский
- Некрополь. Безымянный Мавзолей N 61, XIX в., в 6 км к ЮЗ от села Аксу-Аюлы, сельский округ Аксу-Аюлинский
- Могильник Аксу-Аюлы ІІ, эпохи бронзы, в 35 км к СВ от села Аксу-Аюлы, на левом берегу реки Шерубай-Нура, сельский округ Аксу-Аюлинский
- Мавзолей Шора, XIX в., в 10 км к ЮЗ от села Аксу, сельский округ Аксу-Аюлинский
- Некрополь Амантай, XIX в., в 6 км к ЮЗ от села Аксу-Аюлы, сельский округ Аксу-Аюлинский[4]

## Акимы
1. Жаксыбеков Кенже Жаксыбекович 1995-2005
2. Смагулов Елдос Жарылгапулы 2010 - 2012
3. Сагадиев Жанат Ермекович 2012 - 20?
4. Арыстанбеков Баглан Мейрамович
5. Такишев Болат Жуматаевич 20? — 2023
6. Смаилов Дархан Бекдарович с 21 сентября 2023